# رودريغو فاوست
رودريغو فاوست (بالإسبانية: Rodrigo Faust)‏ (14 سبتمبر 1995 بالأرجنتين - ) هو لاعب كرة قدم أرجنتيني في مركز الهجوم. لعب مع هوراكان.

## وصلات خارجية
- رودريغو فاوست على موقع قاعدة بيانات كرة القدم.إي يو (الإنجليزية)
- رودريغو فاوست على موقع Soccerway.com (الإنجليزية)